# Ehrenmedaille der Luftkriegsschule 3
Die Ehrenmedaille der Luftkriegerschule 3 war eine nichttragbare Auszeichnung der deutschen Luftwaffe während des Zweiten Weltkrieges, die von Oberst Nikolaus Graf von Luckner während seiner Kommandozeit der Luftkriegsschule 3 in Wildpark-Werder vom 5. August 1940 bis 23. September 1943 verliehen wurde. Die Lehranstalt hatte bereits 1939 ihren Schulbetrieb aufgenommen.
Die kupferfarbige Medaille mit einem Durchmesser von 53 mm zeigt auf ihrem Avers mittig den Hoheitsadler der Luftwaffe der in seinen Fängen ein Hakenkreuz hält vor einem halbkreisförmigen gekörnten Grund sowie die in Fraktalschrift erstellte Umschrift: Luftkriegsschule-3. Die untere Hälfte des Avers wird von einem waagerechten Schriftbalken vom oberen Teil getrennt und zeigt die Inschrift: Werder aH sowie darunter eine leere Fläche, auf dem der Name des Beliehenen nebst seiner Zugehörigkeit zur Luftkriegsschule eingraviert wurde. Das Revers der Medaille ist glatt und zeigt in seiner oberen Hälfte den Schriftzug des Stifters der Medaille in Faksimile sowie den darunter eingravierten Rang Oberst und Kommandeur.